# Tianjia'an
Tianjia'an är ett stadsdistrikt och säte för stadsfullmäktige i Huainan i provinsen Anhui i östra Kina.
Tianjia'an är indelat i åtta stadsdelsdistrikt, fyra köpingar och en socken.
Stadsdelsdistrikt (jiedao):

- Chaoyang (朝阳街道)
- Dongshan (洞山街道)
- Gongyuan (公园街道)
- Guoqing (国庆街道)
- Huaibin (淮滨街道)
- Longquan (龙泉街道)
- Quanshan (泉山街道)
- Tiandong (田东街道)
- Xinhuai (新淮街道)

Köpingar (zhen):

- Ancheng (安成镇)
- Cao'an (曹庵镇)
- Sanhe (三和镇)
- Shungeng (舜耕镇)

Socknar (xiang):

- Shiyuan (史院乡)